# Jerez de la Frontera (Gerichtsbezirk)
Der Gerichtsbezirk Jerez de la Frontera ist einer der 14 Gerichtsbezirke in der spanischen Provinz Cádiz.
Der Bezirk umfasst 2 Gemeinden auf einer Fläche von 1.412,18 km² mit dem Hauptquartier in Jerez de la Frontera.

## Gemeinden
| Gemeinde                            | Einwohner (2024) | Fläche km² | Dichte Einw./km² | Cod INE | Postleitzahl |
| ----------------------------------- | ---------------- | ---------- | ---------------- | ------- | ------------ |
| Jerez de la Frontera                | 213.688          | 1.188,31   | 180              | 11020   | 11401–11409  |
| San José del Valle                  | 4.472            | 223,87     | 20               | 11902   | 11580        |
| Gerichtsbezirk Jerez de la Frontera | 218.160          | 1.412,18   | 154              | –       | –            |